# Eriocaulon strictum
Eriocaulon strictum là một loài thực vật có hoa trong họ Eriocaulaceae. Loài này được Milne-Redh. mô tả khoa học đầu tiên năm 1939.